# Advanced Graphics Riser
Advance Graphics Riser (AGR) ist eine Schnittstelle auf manchen Hauptplatinen von PCs, die zum Anschluss von Grafikkarten dient. Zum Betrieb sind allerdings kompatible AGP-Grafikkarten nötig; nicht jede AGP-Karte funktioniert an einer AGR-Schnittstelle. Die Anbindung der Schnittstelle an das System läuft über PCI-Busmaster.